# Trest smrti v Mexiku

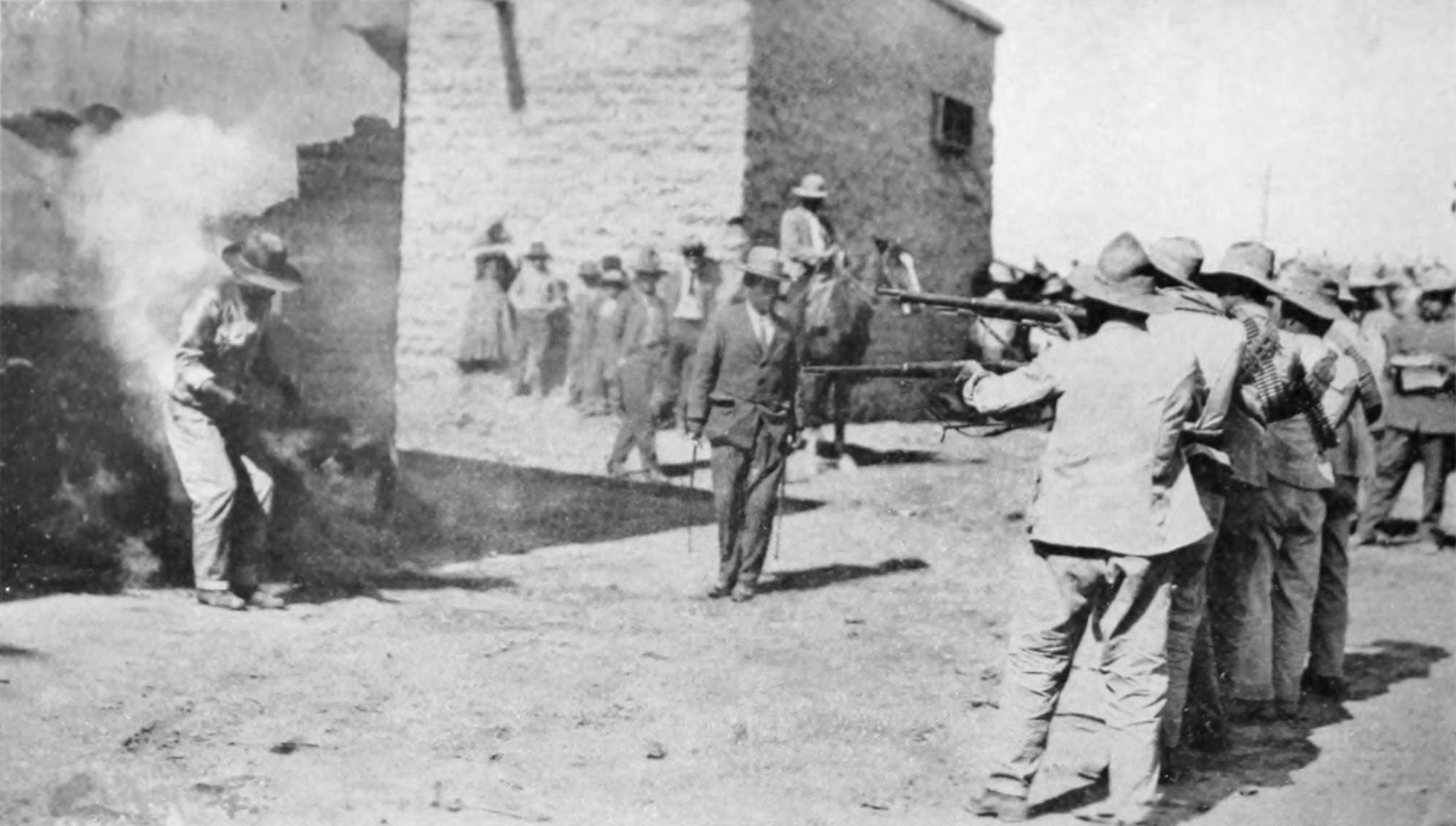
Poprava v Mexiku, 1916

Trest smrti v Mexiku byl oficiálně zakázán dne 15. března 2005, avšak v civilních případech byl naposledy použit již v roce 1957. V roce 1961 byla vykonána poslední poprava podle vojenského práva. Zakázáním trestu smrti se tak Mexiko stalo nejlidnatější zemí světa, která zcela zrušila trest smrti.

## Historie
V mexických dějinách najdeme významný záznam o abolicionismu trestu smrti, který sahá až do 19. století. V ústavě z roku 1857 přijaté podle plánu Ayutla byl trest smrti výslovně zakázán v případech politických zločinů. Ústava také zahrnovala možnost, aby byl v budoucnu trest smrti zrušen i v dalších případech. Mexická vláda v té době byla značně nestabilní a zrušení trestu smrti za politické zločiny mohlo souviset s obavou, že by v případě jejího svržení mohli být k trestu smrti odsouzeni samotní zákonodárci. Dalším faktorem mohla být i osobní zkušenost zákonodárců, neboť mnoho Mexičanů zažilo politické represe. V tištěných médiích byl trest smrti široce odsuzován a mnoho mexických literátů znalo dílo Cesare Beccaria. Po vládě Porfiria Díaze došlo k úpravě ústavního článku o trestu smrti. Poslední nevojenská poprava byla v Mexiku vykonána v roce 1957 v Sonoře. Jako úplně poslední byl podle vojenského práva popraven v roce 1961 voják obviněný z neposlušnosti a vraždy.
V roce 2003 proběhlo ve státě Méxiko nezávazné referendum o trestu smrti, ve kterém se 82 % z více než 800 tisíc dotázaných vyslovilo pro obnovení trestu smrti v případech vraždy, únosu letadla, krádeže dítěte či násilného útoku. Během předvolebních debat v roce 2018 navrhl jeden z kandidátů, Jaime Rodríguez Calderón, obnovení trestu smrti za obchod s drogami, únos letadla, vraždu dětí a sériové vraždy.

### Článek 22 Ústavy Mexika
Kruté a neobvyklé tresty jsou zakázány. Konkrétně se ruší trest smrti, zmrzačení, veřejné zahanbení, vyznačení cejchu, fyzické tresty, mučení, nepřiměřené pokuty, konfiskace majetku a další. Zákaz konfiskace majetku však nezahrnuje použití majetku k zaplacení občanskoprávních následků způsobených trestným činem, nebo pokud byl majetek použit k zaplacení daní či jiných pokut. O konfiskaci podle zákona se nejedná ani v případě, kdy byl dotčený majetek součástí nezákonné činnosti nebo pokud souvisí s organizovaným zločinem či pokud nelze prokázat jeho vlastnictví.

### Mexická drogová válka

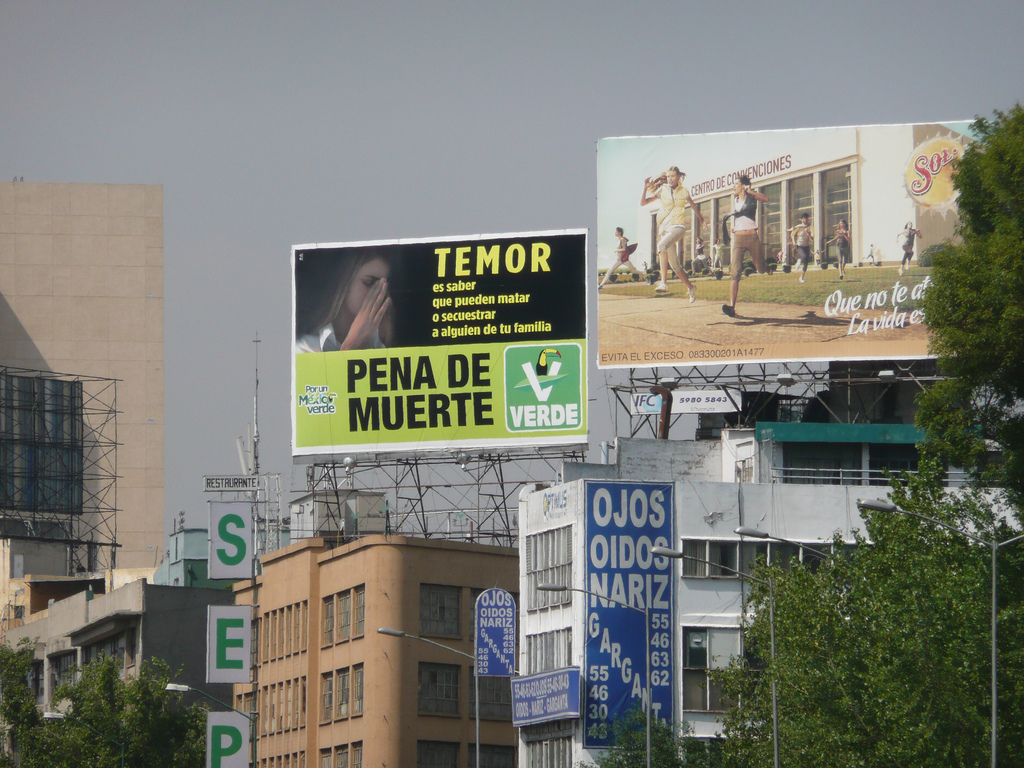
Billboard Ekologické strany Mexika podporující obnovení trestu smrti, 2008

Mexická drogová válka sebou přinesla rostoucí počet násilných trestných činů, jako jsou únosy a vraždy, což opětovně rozpoutalo politickou debatu o obnovení trestu smrti. Ekologická strana Mexika vedla kampaň na podporu obnovení trestu smrti, ke které používala i billboardy. Její kampaň byla součástí předvolební propagace strany pro volby do Kongresu v roce 2009. Ve stejnou dobu usilovala o změnu ústavy i Institucionální revoluční strana, ale oba návrhy byly odmítnuty. Průzkumy z roku 2009 naznačovaly, že až 70 % populace by podpořilo obnovení trestu smrti, nicméně jeho skutečné znovuzavedení je pro silný hlas různých náboženských a lidskoprávních skupin vysoce nepravděpodobné. Průzkum z roku 2017 ukázal, že pro obnovu trestu smrti jsou především mladší lidé.

## Mezinárodní souvislosti
V roce 1981 Mexiko ratifikovalo Americkou úmluvu o lidských právech, smlouvu Organizace amerických států, která zakazuje obnovení trestu smrti, pokud už byl jednou zrušen. Mexiko také své občany nevydává do zemí, kde je možné uložení trestu smrti a úspěšně obhájilo 400 svých občanů, kteří byli obvinění z hrdelních zločinů ve Spojených státech. To v minulosti vedlo k překračování mexických hranic lidmi, kterým hrozil v USA trest smrti
V roce 2002 zrušil mexický prezident Vincente Fox svou diplomatickou cestu do USA, kde se měl setkat s americkým prezidentem Georgem Bushem, na protest proti popravě, která v Texasu hrozila mexickému občanu Javieru Suárezi Medinovi. Medina byl odsouzen v roce 1989 za zabití policisty v utajení, ke kterému došlo v Dallasu. Podle mexických úředníků nebyl Medina informován o svém právu na konzulární služby a čtrnáct zemí za něj lobovalo u Nejvyššího soudu Spojených států.
V roce 2003 podalo Mexiko stížnost na USA u Mezinárodního soudního dvora, v níž tvrdilo, že USA porušily Vídeňskou úmluvu tím, že nedovolily 54 Mexičanům odsouzeným k trestu smrti získat konzulární pomoc.